# میگول آنجل آلونسو
میگول آنجل آلونسو (به اسپانیایی: Miguel Ángel Alonso) بازیکن فوتبال اهل اسپانیا است که از سال ۱۹۸۰ تا ۱۹۸۲ میلادی عضو تیم ملی فوتبال اسپانیا بوده و در ۲۰ بازی ملی حضور داشته‌است. او در بازی‌های ملی‌اش ۱ گل به ثمر رساند.